# Savanyu Gergely
Savanyu Gergely (Sárvár, 1984. március 26. –) magyar színművész, szerkesztő-műsorvezető.

## Életpályája
Szülővárosában nőtt fel. A helyi Tinódi Sebestyén Gimnáziumban érettségizett. A celldömölki Soltis Lajos Alternatív Színházban kezdett a színészettel foglalkozni. 2004-2007 között a Kaposvári Egyetem színművész szakos hallgatója volt. 
2007-2012 között a Szegedi Nemzeti Színház tagja volt. 2012-től a soproni Petőfi Színház színésze. 2024. április 9-től a Színházi Dolgozók Szakszervezetének országos elnöke. Korábban rádiós szerkesztő-műsorvezetőként is dolgozott a Rádió Szombathelynél, 2004 és 2008 között a sárvári Isis Rádiónál, majd 2008-tól 2012-ig a Magyar Rádió Szegedi Körzeti Stúdiójában. 2014-től Sopron város rendezvényeinek állandó narrátora.

## Fontosabb színházi szerepei

### Kaposvári Egyetem/ Csiky Gergely Színház
- Csehov egyfelvonásosok: Medve (Szmirnov) rendezőtanár: Kelemen József
- Carmina Burana (zenés vizsga): rendezőtanár: Znamenák István, koreog.: Uray Péter
- Molnár Ferenc: Egy, kettő, három (Norisson) rendezőtanár: Babarczy László, Valcz Péter
- Brecht: Koldusopera (fregoli szereposztás volt) r.: Znamenák István (a kaposvári Csiky Gergely Színház 2006/2007. évadában játszott előadás)
- Slobodzianek: Ilja Próféta (A negyedik, avagy Pilátus) r.: Rusznyák Gábor (a kaposvári Csiky Gergely Színház Stúdiójában 2006/2007. évadában játszott előadás)

### Szegedi Nemzeti Színház
- Szenes Iván: A kaktusz virága (Igor) r.: Bal József
- Kálmán I.: Cirkuszhercegnő (Brusowszky) r.: Toronykőy Attila
- Szeretsz engem (tánc-mese-játék, A lény) koreográfus: Ladányi Andrea
- Lázár E.: A kisfiú és az oroszlánok (Baltazár) r.: Bal József
- Machiavelli – Háy: Mandragóra (Juan) r.: Szabó Máté
- Stephens: Pornográfia (A fivér) r.: Bodolay
- Ackbourn: Mr. A. – avagy a Hang-villa titka (Albert) r.: Toronykőy Attila
- Pejtsik-Szilágyi: Diótörő-musical (Boldizsár király) r.: Hargitai Iván
- Shakespeare: Tévedések komédiája (Angelo, eötvös) r.: Bodolay
- Gogol: Háztűznéző (Rántotta) r.: Juronics Tamás
- Feydeau: Bolha a fülbe (Tournel) r.: Csiszár Imre
- Molnár Ferenc: Liliom (Hugó) r.: Keresztes Attila
- Kálmán I.: Csárdáskirálynő (Bóni) r.: Tasnádi Csaba
- Dickens: Karácsonyi ének (Fred) r.: Tóth Miklós
- Shakespeare: A makrancos hölgy (Hortensio) r.: Kolos István
- Schiller: Haramiák (Schufterle) r.: Bodolay
- Tasnádi-Szikora: Macskafogó (Buddy, a főnök) r.: Telihay Péter
- Bernstein: West Side Story (Diesel) r.: Juronics Tamás
- Szophoklész: Antigoné (Karvezető) r.: Barnák László

### Soproni Petőfi Színház
- Steinbeck: Egerek és emberek (Carlson) r.: Pataki András
- Masteroff-Kander-Ebb: Kabaré (Matróz) r.: Szűcs Gábor
- Petőfi Sándor: Tigris és Hiéna (több szerep) r.: Katona Imre
- Sing, sing, sing – musical show (Konferanszié és több szerep) r.: Szakál Attila
- Katona: Csíksomlyói magyar Passió (Luciper) r.: Pataki András
- Rossini: Bruschino úr (ifjabb Bruschino) r.: Toronykőy Attila (a Veszprémi Petőfi Színházzal koprodukcióban)
- Goldoni: Két úr szolgája (Pantalone) r.: Katona Imre
- Molnár Ferenc: Az üvegcipő (Rendőrorvos és Stettner) r.: Pataki András
- Takeshi Kitano: Csillagbölcső (Izé) r.: Németh Ervin
- Sing, sing, sing 2 – musical show (Konferanszié és több szerep) r.: Szakál Attila
- Rice-Webber: Evita (Sajtótitkár, Menedzser, Arisztokrata, Magaldi /cover/) r.: Katona Imre
- Caragiale: Az elveszett levél (Farfuridi) r.: Béres László
- Bringsveard-Papadimitriu: A hatalmas színrabló (A Színrabló) r.: Katona Imre
- Gogol: A revizor (Bobcsinszkij) r.: Pataki András
- Kálmán I.: Csárdáskirálynő (Bóni) r.: Halasi Imre
- Németh-Williams: Luke és Jon (A kamionsofőr) /tantermi színház/ r.: Németh Ervin
- Molnár Ferenc: Liliom (Ficsúr) r.: Kovács Frigyes
- Dés-Geszti: A dzsungel könyve (Csil) r.: Pataki András
- Voltaire: Candide (Thunder-ten-Tronckh báró) r.: Ács Tamás
- Shakespeare: Macbeth (Ross) r.: Pataki András
- Michael Ende: A pokoli puncspancs (Maurizio Di Mauro) r.: Kovács Frigyes
- Loewe – Lerner: My Fair Lady (Freddy) r.: Radó Denise
- Elton John – Tim Rice: Aida (Aharon) r.: Pataki András
- Eisemann-Zágoni-Nóti: Hippolyt, a lakáj (Hippolyt) r.: Eperjes Károly
- Demjén – Sárdy – Papp: Ármány & szerelem (Ligeti Péter, a rendező) r.: Pataki András
- ifj. Johann Strauss: Eine nacht in Venedig/Egy éj Velencében (Testaccio, szenátor /német és magyar nyelven/) r.: Robert Hertzl
- Szarka Gyula – Szálinger Balázs: Zenta 1697 (Savoyai Jenő herceg) r.: Pataki András
- SingSingSing Masters Musical Show (Konferanszié és több szerep) r.: Szakál Attila
- P. I. Csajkovszkij: Diótörő (Egérasszonyság) koreográfus: William Fomin
- Rejtő Jenő – Varga Róbert: Rejtő, a megejtő (Mügei, Fülig Jimmy, Benői, Biritz) r.: Pataki András
- Arisztophanész: A Gazdagság (Blepszidémosz és Karvezető) r.: Béres László
- Illés Együttes – Szente Vajk: ...Tied a világ (Gergő) r.: Szente Vajk (játékmester: Feke Pál)
- Lehár Ferenc: A víg özvegy (Prischits) r.: Zsadon Andrea
- Dés – Horváth – Bőhm: Valahol Európában (Az egyenruhás) r.: Halasi Imre
- Ibsen: Peer Gynt (dr. Begriffenfeldt, Monsieur Ballon) r.: Pataki András
- Mesés Musicalek (Dzsini, Vlad, Pumba, Nigel, Mesélő) r.: Szakál Attila
- Presser-Horváth-Sztevanovity: A padlás (Herceg) r.: Pataki András
- Németh László: Széchenyi (Magyarországi látogató) r.: Csiszár Imre
- Tamási Áron- Szarka Gyula: Ördögölő Józsiás (Bakszén) r.: Pataki András
- Katona Imre: A zuhanás második pillanata (több szerep) r.: Pataki András
- Sík Sándor: István király (Aba Sámuel) r.: Pataki András
- Kovács Dániel Gábor: Az ígéret földje (Gömbös Gyula) r.: Kelemen Zoltán
- Katona Imre- Szarka Gyula: Isten komédiása (Cortonai Illés) r.: Béres László
- Ray Cooney - Gene Stone: Miért nem marad reggelire? (Davey) r.: Kiss József
- Fazekas Mihály- Németh Ervin: Lúdas Matyi (Ispán) r.: Fajcsi Ferenc
- Bolba Tamás- Galambos Attila- Szente Vajk: Csoportterápia (Ervin Iván) r.: Kovács Frigyes
- Fred Ebb - Bob Fosse - John Kander: Chicago (Konferanszié) r.: Eperjes Károly
- Joe DiPietro- Jimmy Roberts: Ájlávjú- Te édes, de jó vagy, légy más! (#Férfi 2) r.: Kéri Kitty
- William Shakespeare: Rómeó és Júlia (Capulet) r.: Eperjes Károly
- Jean Anouilh: A pacsirta /Jeanne d'Arc/ (Cauchon / Beaudricourt) r.: Kéri Kitty
- Vajda Katalin: Legyetek jók, ha tudtok (Bíboros) r.: Nagy Viktor
- Szigeti József- Horváth Z. Gergely: A vén bakancsos és fia a huszár (Kántor) r.: Eperjes Károly
- Zerkovitz Béla- Szilágyi László: Csókos asszony (Kubanek) r.: Kiss József
- Fellini- Kiss József: Országúton (Kocsmáros) r.: Kiss József
- Galt MacDermot - Gerome Ragni - James Rado: Hair (Hud) r.: Tompagábor Kornél
- Maros András - Szálinger Balázs: Phil Collins (Báró Béla) r.: Hargitai Iván
- Neil Simon: Furcsa Pár (Speed) r.: Olt Tamás

### Egyéb játszóhelyek
- Madách: Az ember tragédiája (Koldus) r.: Vidnyánszky Attila (Szegedi Szabadtéri Játékok)
- Su-su bolondság (János, a bonzsivány) r.: Silló Sándor (Érsekkerti Játékok, Eger)
- Jesus Christ Superstar (Apostol, Heródes /cover/) r.: Silló Sándor ( Iseumi Szabadtéri Játékok, Szombathely)
- Shakespeare és sokan mások: Rómeó és Júlia (Paris) r.: Silló Sándor (Iseumi Szabadtéri Játékok, Szombathely)
- Egressy-Müller-Sebestyén: Vadak ura- The Covenant (Hektor, a medvezér/ Gusztáv, Agonisz szolgája) r.: Pataki András (TBG Produkció, RaM Színház)

## Filmek
- HungarIQ: A szóda (dokumentumfilm) Mesélő
- Képtelen történet (kisjátékfilm) Ábel
- Csonka délibáb (filmdráma) Kiss, táborbizalmi
- A pápai kastély (dokumentumfilm) herceg Eszterházy Miklós
- A fertőrákosi kőfejtő (dokumentumfilm) Narrátor
- A Szent Korona és Koronázási kincseink nyomában (dokumentumfilm) herceg Eszterházy Miklós
- HolnapTali (sorozat) Nyomozó
- Gaura és Gamás (interaktív film) Gamás
- A soproni tűztorony (dokumentumfilm) Narrátor
- Peer Gynt (Tv-játék) dr. Begriffenfeldt
- Brigi és Brúnó (sorozat) Autókereskedő

## Díjai és kitüntetései
- Honda Kudo-díj (2018)[3]
- Társulati Nívódíj (Az év színésze 2020) Soproni Petőfi Színház (2020)[4]
- Társulati Nívódíj (Az év színésze 2023) Soproni Petőfi Színház (2023)[5]
- "Az évad színésze (Közönség-díj) Soproni Petőfi Színház (2025)